# Joseph Kaminski

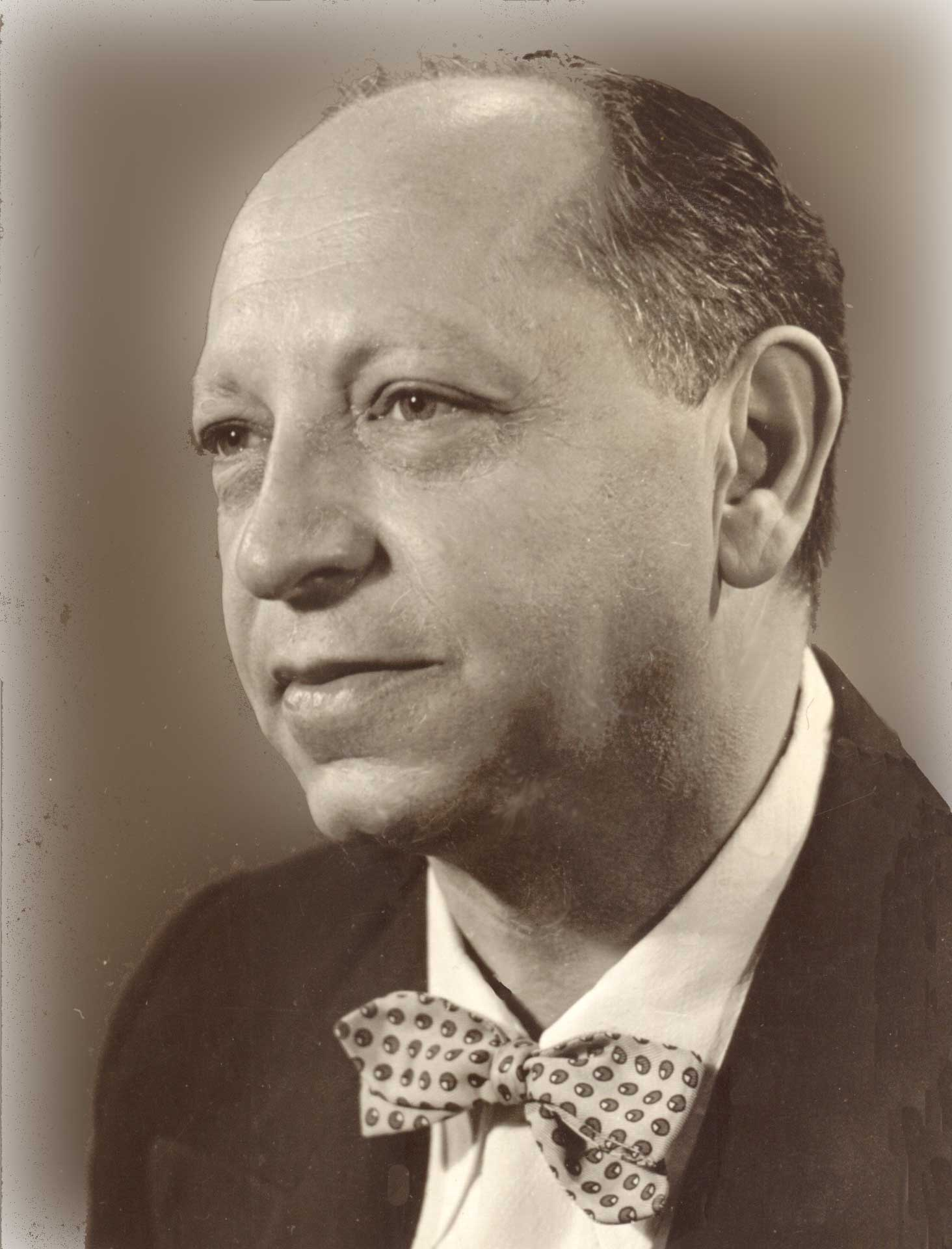
Joseph Kaminski, 1952

Joseph Kaminski (hebräisch יוסף קמינסקי; * 17. November 1903 in Odessa; † 14. Oktober 1972 in Tel Aviv-Jaffa) war ein polnischer und israelischer Komponist und Violinist.

## Leben
Joseph Kaminski wurde 1903 in Odessa als Sohn des Schauspielerehepaares Esther Rachel Kamińska (1870–1925) und Abraham Isaak Kamiński (1867–1918) geboren. Bald nach der Geburt Kaminskis zog die Familie von Odessa nach Warschau um. 1909 begann der junge Joseph, der jüngere Bruder der Schauspielerin Ida Kamińska, mit dem Violinspiel. Bereits als Zwölfjähriger konzertierte er als Solist mit dem Warschauer Philharmonischen Orchester. 1922 nahm er ein Violin- und Kompositionsstudium bei Friedrich Ernst Koch an der Berliner Hochschule für Musik auf. Dort schloss er Freundschaft mit dem Dirigenten Paul Kletzki, dem er seine Israel Sketches widmete. 1924 führte er sein Studium (Komposition, Dirigieren) in Wien bei Hans Gál und A. Rozsa weiter. Danach kehrte er nach Berlin zurück und trat als von der deutschen Presse gefeierter Solist auf. 1926, nach dem Tod seiner Mutter, ging Kaminski erneut nach Warschau und wurde dort Dirigent des Orchesters des Jüdischen Theaters. Dort schrieb er u. a. Bühnenmusik, gründete ein erfolgreiches Streichquartett, mit dem er 1934 den Piłsudski-Preis gewann, und wurde, trotz des wachsenden Antisemitismus', Konzertmeister des 1935 gegründeten Warschauer Rundfunkorchesters.
1937 emigrierte er nach Tel Aviv und wurde auf Veranlassung von Bronisław Huberman Konzertmeister des Palestine Orchestra, dem späteren Israel Philharmonic Orchestra. Diese Position behielt er bis zu seiner Pensionierung 1969. Daneben trat er als Dirigent und Gastsolist in Erscheinung. Kaminski war zudem Lehrer und Mentor von Itzhak Perlman.

## Werk
Kaminskis Werk umfasst u. a. Three Israel Sketches für Orchester, die Motive jüdischer und israelischer Volksmusik verarbeiten, eine Ballade für Harfe und Orchester (1943) und ein Violinkonzert (1947–49). Vielleicht am bekanntesten wurde das 1940 komponierte Concertino für Trompete und Orchester in humoristisch-neoklassizistischer Haltung. Seine Symphonic Overture, 1960 im Auftrag des Israel Philharmonic Orchestra komponiert, erhielt den Israel Philharmonic Orchestra Prize. Daneben komponierte er Kammermusik (u. a. ein Streichquartett, 1945) und Klavierwerke (u. a. Triptyque, 1959).